# تايتن ساتو
تايتن ساتو (باليابانية: 佐藤 大典) (26 يناير 1983 في طوكيو في اليابان – )؛ هو لاعب كرة قدم ياباني سابق كان يلعب كمهاجم.

## وصلات خارجية
- تايتن ساتو على موقع رابطة كرة القدم اليابانية للمحترفين (اليابانية)